# Плющівська сільська рада
Плющі́вська сільська́ ра́да — адміністративно-територіальна одиниця та орган місцевого самоврядування в Баштанському районі Миколаївської області. Адміністративний центр — село Плющівка.

## Загальні відомості
- Населення ради: 1 226 осіб (станом на 2001 рік)

## Населені пункти
Сільській раді підпорядковані населені пункти:
- с. Плющівка
- с. Новогеоргіївка
- с. Одрадне
- с. Шляхове

## Склад ради
Рада складається з 16 депутатів та голови.
- Голова ради: Луценко Микола Олексійович
- Секретар ради: Заливча Валентина Іванівна

### Керівний склад попередніх скликань
| Прізвище, ім'я, по батькові | Основні відомості                                                                      | Дата обрання | Дата звільнення |
| --------------------------- | -------------------------------------------------------------------------------------- | ------------ | --------------- |
| Луценко Микола Олексійович  | Сільський голова, 1956 року народження, освіта вища, член Комуністичної партії України | 26.03.2006   | 31.10.2010      |
| Луценко Микола Олексійович  | Сільський голова, 1956 року народження, освіта вища, член Комуністичної партії України | 31.10.2010   |                 |

Примітка: таблиця складена за даними сайту Верховної Ради України

### Депутати
За результатами місцевих виборів 2010 року депутатами ради стали:

#### За суб'єктами висування
| Суб'єкт висування            | Кількість обраних депутатів | %    |
| ---------------------------- | --------------------------- | ---- |
| Партія регіонів              | 10                          | 62,5 |
| Соціалістична партія України | 3                           | 18,8 |
| Народна партія               | 2                           | 12,5 |
| Самовисування                | 1                           | 6,3  |

#### За округами
| № округу                     | Прізвище, ім'я, по батькові     | Дата визнання обраним | Освіта             | Партійна приналежність             | Відомості про обраного депутата                                |
| ---------------------------- | ------------------------------- | --------------------- | ------------------ | ---------------------------------- | -------------------------------------------------------------- |
| Народна Партія               |                                 |                       |                    |                                    |                                                                |
| 4                            | Гончар Ганна Василівна          | 04.11.2010            | середня спеціальна | позапартійна                       | Плющівська сільська рада, спеціаліст землевпорядник            |
| 11                           | Ваврійчук Оксана Анатоліївна    | 04.11.2010            | середня            | позапартійна                       | тимчасово не працює                                            |
| Партія регіонів              |                                 |                       |                    |                                    |                                                                |
| 2                            | Заливча Валентина Іванівна      | 04.11.2010            | вища               | позапартійна                       | Плющівська сільська рада, секретар сільської ради              |
| 5                            | Литвиненко Оксана Володимирівна | 04.11.2010            | середня спеціальна | позапартійна                       | спеціаліст Баштанського УПСЗН                                  |
| 6                            | Сармак Любов Григорівна         | 04.11.2010            | середня спеціальна | позапартійна                       | Плющівська сільська рада, інспектор сільської ради             |
| 7                            | Береза Наталія Володимирівна    | 04.11.2010            | середня спеціальна | член Партії регіонів               | Плющівська ЗОСШ, вчитель                                       |
| 10                           | Гайдук Володимир Васильович     | 04.11.2010            | середня            | член Партії регіонів               | Укртелеком м. Баштанка, електромонтер                          |
| 12                           | Шерстюк Євгенія Миколаївна      | 04.11.2010            | середня спеціальна | член Партії регіонів               | Баштанська ЦРЛ, медсестра                                      |
| 13                           | Кноль Віктор Петрович           | 04.11.2010            | середня            | член Партії регіонів               | тимчасово не працює                                            |
| 14                           | Боровик Тетяна Володимирівна    | 04.11.2010            | вища               | член Партії регіонів               | Плющівська ЗОСШ, вчитель                                       |
| 15                           | Шамраєв Юрій Вікторович         | 04.11.2010            | середня            | член Партії регіонів               | приватний підприємець                                          |
| 16                           | Дехтяренко Валерій Леонідович   | 04.11.2010            | середня            | член Партії регіонів               | Плющівської сільської ради, слюсар водопровідної мережі        |
| Соціалістична партія України |                                 |                       |                    |                                    |                                                                |
| 1                            | Лободовський Олексій Іванович   | 04.11.2010            | середня спеціальна | позапартійний                      | пенсіонер                                                      |
| 3                            | Гончарук Олександр Миколайович  | 04.11.2010            | середня            | член Соціалістичної партії України | тимчасово не працює                                            |
| 8                            | Котелюх Юрій Іванович           | 15.11.2010            | вища               | позапартійний                      | приватний підприємець                                          |
| Самовисування                |                                 |                       |                    |                                    |                                                                |
| 9                            | Ванжула Світлана Борисівна      | 04.11.2010            | середня            | позапартійна                       | Плющівська сільська рада, інспектор Плющівської сільської ради |

## Населення
Згідно з переписом УРСР 1989 року чисельність наявного населення сільської ради становила 1248 осіб, з яких 599 чоловіків та 649 жінок.
За переписом населення України 2001 року в сільській раді мешкало 1214 осіб.

### Мова
Розподіл населення за рідною мовою за даними перепису 2001 року:
| Мова       | Відсоток |
| ---------- | -------- |
| українська | 94,78 %  |
| російська  | 2,77 %   |
| молдовська | 2,20 %   |
| білоруська | 0,16 %   |